# Àlex Maruny
Àlex Maruny (Barcelona, 7 de juny de 1990) és un actor català, conegut pels seus papers en pel·lícules espanyoles com El club de los incomprendidos, Promoción fantasma, o la sèrie Benvinguts a la família.

## Biografia
Nascut a Barcelona, ha estudiat a l'escola Eòlia de Barcelona i amb Lorena Garcia, Laura Jou i Isaac Alcayde. Va debutar a Tres metros sobre el cielo de 2010, on té un paper secundari. Ha participat en diverses comèdies romàntiques espanyoles de gran repercussió a la taquilla como Perdona si te llamo amor o Promoción fantasma.
És conegut pel seu paper protagonista a El Club de los Incomprendidos (2014), i per la seva darrera interpretació a Barcelona, nit d'hivern, entre altres produccions catalanes i espanyoles. El 2017 va publicar el llibre Cuánto pides?.
A la pantalla petita ha participat en produccions autonòmiques de TV3 com Polseres Vermelles i Cites. En l'àmbit nacional, va ser secundari a la sèrie d'Antena 3 Luna, el misterio de Calenda.

## Filmografia

### Televisió
| Any         | Títol                        | Paper                 | Cadena    | Notes      |
| ----------- | ---------------------------- | --------------------- | --------- | ---------- |
| 2011        | Ángel o demonio              | Joel                  | Telecinco | 4 episodis |
| 2011        | El barco                     | Cristóbal Monsalvo    | Antena 3  | 1 episodi  |
| 2012 - 2013 | Luna, el misterio de Calenda | Pablo Mendoza Morales | Antena 3  | Secundari  |
| 2013        | Polseres vermelles           | Víctor                | TV3       | Secundari  |
| 2015        | Seis hermanas                | Leo                   | TVE       | Secundari  |
| 2016        | Cites                        | Gerard Vallepí        | TV3       | 4 episodis |
| 2018 - 2019 | Benvinguts a la família      | Dídac                 | TV3       | 6 episodis |

### Cinema
| Any  | Títol                         | Paper                   | Direcció                 |
| ---- | ----------------------------- | ----------------------- | ------------------------ |
| 2010 | Tres metros sobre el cielo    | Rubén                   | Fernando González Molina |
| 2011 | Any de gràcia                 | Sergi                   | Ventura Pons             |
| 2012 | Promoción fantasma            | Daniel Franqueza "Dani" | Javier Ruiz Caldera      |
| 2014 | Perdona si te llamo amor      | Satur                   | Joaquín Llamas           |
| 2014 | El club de los incomprendidos | Raúl                    | Carlos Sedes             |
| 2015 | Barcelona, nit d'hivern       | Oscar                   | Dani de la Orden         |
| 2016 | Resucitado                    | Ordenanza de Pilatos    | Kevin Reynolds           |
| 2016 | The promise                   | Tirador                 | Terry George             |
| 2017 | Frame                         | Invasor                 | Marc Martínez            |
| 2017 | Qué me importa el mundo       | Juanca                  | Santiago Alvarado        |